# 키메크-킵차크 연맹
키메크-킵차크 연맹은 오비 강과 이르티시 강 사이의 초원지대에 거주하던 키메크와 킵차크 등 7개의 튀르크계 부족들이 결성한 부족 연맹체이자 튀르크계 유목국가였다.

### 설명주
1. ↑  이 국가의 핵심 부족이자 지배층이었던 '키메크(Kimek)'는 또다른 이름인 '키마크(Kimak)', 또는 '이마크(Yimak)'라고도 불렸으며, 그들의 통치자는 여타 튀르크계 부족들과 마찬가지로 칸/카간이었다.